# 箕門穴
箕門穴（きもんけつ）は、足の太陰脾経に所属する11番目の経穴である。

## 部位
大腿前内側にあり、膝蓋骨内上角の上8寸、縫工筋と大腿直筋の間に取穴する

## 名前の由来
箕は箕星という星座のことで、大腿内側にあり、膝を曲げ足を外転させた姿が箕星に似ている所から名づけられた。

## 効能
小便不通、遺尿、鼠蹊部の腫痛、尿閉に使われる。　